# Concassé
Concassé, franska concasser, "krossa eller mala", är en matlagningsterm som betyder att grovhacka alla ingredienser, oftast grönsaker. Denna term är mest specifikt tillämpad på tomat. Med tomatconcassé menas en tomat som har skalats och kärnats ur, "seedats" (frön och hinnor bort) och hackats till angivna dimensioner. Angivna mått kan vara grovt hackade, små tärningar, mediumtärningar eller stora tärningar, beroende på ändamål och smak. 